# Vụ án Cù Huy Hà Vũ
Vụ án Cù Huy Hà Vũ còn được gọi là vụ án "hai bao cao su đã qua sử dụng" vì báo đăng khi công an bắt ông ta trong khách sạn với bà Hồ Lê Như Quỳnh có hai bao cao su đã qua sử dụng.
Cù Huy Hà Vũ là con trai của cố nhà thơ Việt Nam, Bộ trưởng Cù Huy Cận, là con nuôi và là cháu ruột của nhà thơ Ngô Xuân Diệu. Ngày 15 tháng 11 năm 2010, Cơ quan An ninh điều tra Công an Hà Nội đã khởi tố và ra lệnh tạm giam 4 tháng đối với ông về hành vi "Tuyên truyền chống Nhà nước Cộng hòa Xã hội Chủ nghĩa Việt Nam" theo điều 88 Bộ luật Hình sự. Chiều 17 tháng 12 năm 2010, Viện Kiểm sát Nhân dân thành phố Hà Nội đã ra cáo trạng truy tố ông về tội danh trên. Sau một lần trì hoãn, vào ngày 4 tháng 4 năm 2011, Tòa án Nhân dân Hà Nội đã tuyên án 7 năm tù và 3 năm quản chế trong phiên xử gây chú ý của công luận.

## Bắt giữ

### Diễn biến
Ngày 4 tháng 11 năm 2010, Cù Huy Hà Vũ đến TP Hồ Chí Minh để chuẩn bị cho một chuyến thăm quê sắp tới. Khoảng 12 giờ đêm cùng ngày (0 giờ sáng ngày 5 tháng 11), công an phường 11 quận 6 (TP HCM) kiểm tra khách sạn Mạch Lâm, thấy cửa phòng ông Vũ không khóa và trong phòng có cả cô Hồ Lê Như Quỳnh thuộc Hội luật gia Thành phố Hồ Chí Minh. Báo chí trong nước đưa tin là hai người này đang trong tư thế và trang phục nhạy cảm; khi kiểm tra hành lý trong phòng, lực lượng chức năng phát hiện trong phòng có 1 va ly nhỏ đựng máy tính xách tay, tư trang quần áo, hai bao cao su đã qua sử dụng trong sọt rác, và một số tài liệu được cho là "quan trọng".
Công an cho rằng 2 người này "có hành vi quan hệ bất chính", và Cù Huy Hà Vũ phản đối. Theo báo Công an Nhân dân, ông Vũ đã "có thái độ bất hợp tác, hành hung người thi hành công vụ". Công an đã lập biên bản vi phạm hành chính đối với ông Vũ và chị Quỳnh ngay tại khách sạn. Sau khi lập biên bản, khoảng 3 giờ sáng ngày 5 tháng 11 năm 2010, công an P.11, Q.6 đã đưa 2 người nói trên về trụ sở đề làm việc. Các báo trong nước đưa tin Cù Huy Hà Vũ đang bị tạm giữ hành chính.
Tuy nhiên, vụ việc trong khách sạn chưa được làm rõ, thì chiều 6 tháng 11, Cơ quan an ninh điều tra – Bộ Công an Việt Nam cho biết ông Cù Huy Hà Vũ bị bắt vì một tội danh khác, đó là tội "Tuyên truyền chống Nhà nước CHXHCN Việt Nam" theo điều 88 – Bộ luật hình sự và đã được Viện Kiểm sát Nhân dân Tối cao phê duyệt. Cùng ngày, tư gia của ông Vũ tại Hà Nội bị khám xét. Ngoài ra, công an còn khẳng định ông Cù Huy Hà Vũ còn phải chịu trách nhiệm về hành vi "dâm ô, đồi trụy" của mình.
Trung tướng Hoàng Kông Tư - Thủ trưởng Cơ quan An ninh điều tra - Bộ Công an cho biết: "Các chứng cứ, tài liệu do các cơ quan chức năng thu được đã chứng minh Cù Huy Hà Vũ có những hành vi vi phạm pháp luật theo Điều 88 Bộ luật hình sự. Cơ quan An ninh điều tra đã khởi tố khẩn cấp vụ án, khởi tố bị can Vũ để điều tra, làm rõ".
Mâu thuẫn trong thông tin về việc bắt giữ
Báo Công an Nhân dân viết vụ bắt Cù Huy Hà Vũ là do lúc kiểm tra khách sạn Mạch Lâm ngày 5 tháng 11 năm 2010 đã tình cờ phát hiện được nhiều tài liệu tuyên truyền chống phá Nhà nước trong máy tính cá nhân của ông Vũ.
Tuy nhiên, cáo trạng số 18/CT-VKS-P2 lại khẳng định: từ tháng 10 năm 2010 Sở Thông tin và truyền thông Hà Nội đã có công văn gửi Công an thành phố Hà Nội đề nghị làm rõ việc phát hiện trên mạng Internet có một số bài trả lời phỏng vấn của người tự xưng danh là Cù Huy Hà Vũ có nội dung chống phá Nhà nước, và công an đã điều tra xác định việc này.

### Cáo buộc của cơ quan điều tra
Nhiều tài liệu được tìm thấy trong máy tính cá nhân của ông Vũ đã bị cơ quan điều tra thu giữ như: "Chiến tranh Việt Nam và ngày 30/4 dưới mắt tiến sĩ Cù Huy Hà Vũ" đề ngày 1/5/2010; "Tiến sĩ luật Cù Huy Hà Vũ - đa đảng hay là chết" đề ngày 11/9/2010; "Phải đa đảng mới chống được lạm quyền", "Cáo trạng xác nhận chế độ đa đảng" đề ngày 17/1/2010...
Theo Cơ quan An ninh điều tra - Bộ Công an, ông Vũ đã có quan hệ với các đối tượng có tư tưởng chống đối Nhà nước trong nước, các thế lực thù địch chống Việt Nam ở nước ngoài; đã thực hiện hơn 20 cuộc trả lời phỏng vấn các đối tượng, đài báo của các thế lực phản động chống Việt Nam ở nước ngoài có nội dung chống Nhà nước và chuyển tải các tài liệu do ông Vũ làm ra để chúng sử dụng chống phá Nhà nước Việt Nam.
Ông Vũ đã làm ra các tài liệu, đưa thông tin thất thiệt, bịa đặt, xuyên tạc sự lãnh đạo và quản lý của Nhà nước, Chính phủ, gây hoang mang trong nhân dân; kích động, cổ suý, hô hào chống Nhà nước, vu khống, xúc phạm danh dự các đồng chí lãnh đạo Nhà nước, chính quyền.
Một số tài liệu trong số này là: "Đường sắt cao tốc Bắc - Nam - dự án tham nhũng", "Đơn khởi kiện Thủ tướng Chính phủ do đã ban hành trái pháp luật Quyết định số 167/2007/QĐ-TTg phê duyệt phân vùng khai thác, chế biến, sử dụng quặng bauxite giai đoạn 2007 - 2015" đề ngày 11/6/2009, "Văn phòng Chính phủ - từ cố ý làm trái pháp luật đến trắng trợn xuyên tạc sự thật"...

### Phản ứng của gia đình và người liên quan
Gia đình tiến sĩ Hà Vũ đã thuê luật sư Trần Đình Triển thuộc Văn phòng luật Vì dân để cùng vợ ông Cù Huy Hà Vũ là luật sư Nguyễn Thị Dương Hà bảo vệ quyền lợi cho ông. LS Triển, từng được biết đến qua vụ án "mua dâm nữ sinh" liên quan Nguyễn Trường Tô và việc đe dọa sẽ kiện Tô Huy Rứa, cho biết đã gửi đơn xin bào chữa ngày 6 tháng 11, và gia đình đã làm đơn tới cơ quan công an xin bảo lãnh cho ông được tại ngoại. Tuy nhiên, theo luật sư, khả năng được tại ngoại ngay lúc này là "rất khó". Đến ngày 9 tháng 11, gia đình và luật sư của ông Vũ đều không biết hiện ông đang bị giam ở đâu. Vào thời điểm đã quá thời hạn 3 ngày kể từ khi các luật sư nộp đơn xin bào chữa, thì vẫn không có trả lời từ cơ quan chức năng, bởi theo LS Triển thì "3, 5, hoặc 10 ngày đối với họ chả là gì cả."
Bà Nguyễn Thị Dương Hà sau đó đã làm đơn tố cáo khẩn cấp cơ quan công an. Theo BBC, đơn của bà Hà viết rằng vì ông Vũ có quyền ở hợp pháp trong phòng khách sạn, việc làm của công an là "xâm phạm quyền bất khả xâm phạm chỗ ở của công dân", và việc công an khám xét tư trang, đồng thời quay phim chụp ảnh và cung cấp hình ảnh cho các phương tiện thông tin đại chúng là vi phạm Bộ Luật Hình sự các tội "Làm nhục người khác" và "Vu khống". Bà Hà cũng cho rằng việc lực lượng khám xét đã tới nhà ông bà trước khi bà có mặt ở nhà cũng là việc làm vi phạm pháp luật. Khi được BBC hỏi về việc làm được cho là "dâm ô, đồi trụy" của ông Vũ, vợ ông cho biết bà đã từng ăn tối với cô Quỳnh, và hoàn toàn tin tưởng ở chồng.
Hồ Lê Như Quỳnh, người có mặt trong phòng Cù Huy Hà Vũ lúc ông này bị bắt, cũng đã mời LS Trần Đình Triển để "tư vấn làm việc với các cơ quan chức năng khiếu nại tố cáo, khởi kiện (dân sự) một tờ báo tại Thành phố Hồ Chí Minh đăng sai sự thật, xúc phạm danh dự nhân phẩm của bà". Theo Luật sư của bà Quỳnh nói với VietnamNet thì những "tài sản, tư trang" trong phòng khách sạn là của ông Vũ nhờ bà Quỳnh dẫn đi mua để mang về tặng vợ (LS Dương Hà). Ông Triển xác nhận bà Quỳnh đã trở về phòng khách sạn của ông Vũ lúc khoảng hơn 8h tối và bàn chuyện về một vụ kiện mà bà nhờ ông Vũ đại diện cho người thân tới khoảng 12h đêm khi công an ập vào. Theo bà Hồ Lê Như Quỳnh thì bà xem ông Hà Vũ "như là một người anh, người bạn thân thiết", và lý do ông Vũ ở trần khi công an vào phòng là do bà không chịu được lạnh và tắt điều hòa không khí, khiến ông Vũ bị nóng (lúc này bà Quỳnh vẫn mặc đầy đủ trang phục, còn ông Vũ không mặc áo).

### Dư luận và báo chí trong nước
Theo BBC Tiếng Việt thì ngoài các nhà bất đồng chính kiến có tên tuổi, hầu hết những người ở Việt Nam mà BBC liên hệ, trong đó có cả những đại biểu Quốc hội đều tránh né bình luận về vụ xử ông Cù Huy Hà Vũ. Nhà báo Xuân Bằng của báo Quân đội Nhân dân có bài "Làm thất bại chiến lược Diễn biến hòa bình: Bài học cho những kẻ ngông cuồng và ảo tưởng" trong đó viết:
"Liên tục phát ngôn và hành động ngang ngược, ngông cuồng, chiều 5-11, Cù Huy Hà Vũ đã bị bắt về hành vi vi phạm pháp luật "Tuyên truyền chống Nhà nước Cộng hòa xã hội chủ nghĩa Việt Nam theo điều 88 Bộ luật Hình sự".
"Vũ là người ngông cuồng, nghĩ rằng mình đứng trên mọi người, đứng trên pháp luật, Vũ cho rằng xã hội u mê cả, mình Vũ tỉnh. Vũ cho rằng với những tấm bằng cấp ấy, với những bài trả lời phỏng vấn nóng bỏng sự phỉ báng và chì chiết chính quyền ấy, Vũ đã là một thiên tài, Vũ phải làm chức này chức nọ mới xứng."...
"Vì sao một con người có nhân thân tốt như thế lại ra nông nỗi vậy?"... "Đảng Cộng sản Việt Nam chính là những người yêu nước Việt Nam tiếp thu Chủ nghĩa Mác-Lê nin, đưa dân tộc Việt Nam đi từ thắng lợi này đến thắng lợi khác. Trong bối cảnh hiện nay chỉ có Đảng Cộng sản Việt Nam chân chính mới đủ sức lãnh đạo cách mạng Việt Nam thực hiện mục tiêu dân giàu, nước mạnh, xã hội dân chủ, công bằng, văn minh. Vậy nhưng Vũ cố tình phớt lờ sự thật, căm giận Đảng, căm giận chính quyền, tấn công vào danh dự và niềm tự hào của cha ông mình."...
"Cù Huy Hà Vũ đã thể hiện rõ một động cơ cá nhân tham vọng quyền lực. Vũ hy vọng những việc làm của Vũ sẽ đạt mục đích lật đổ chế độ này, và sau đó Vũ nhảy lên ngôi cao?! Đó là một ảo tưởng đáng thương hại cho Vũ... Nhân dân tinh lắm. Những người như Vũ càng phỉ báng Đảng và Nhà nước thì như một phản xạ tự nhiên, nhân dân càng thấy trách nhiệm phải bảo vệ Đảng, bảo vệ Nhà nước của mình."...
"Vậy là sau một thời gian dài chống phá Đảng và Nhà nước bằng những chiêu bài thô thiển núp trong cái áo choàng sang trọng "Tiến sĩ luật", Cù Huy Hà Vũ ngông cuồng đã sa vòng pháp luật. Đây là một bài học làm người với Vũ và với cả những ai còn ảo tưởng về Vũ".

### Phản ứng quốc tế
Theo BBC, nhân vụ Tiến sĩ luật Cù Huy Hà Vũ bị bắt, nhà báo Ian Timberlake của hãng thông tấn Pháp AFP có bài viết trong đó nhắc lại quá trình đấu tranh phản biện của ông Cù Huy Hà Vũ, từ vụ kiện Nguyễn Tấn Dũng tới các cáo buộc về "tài liệu chống chính quyền" và việc "kêu gọi đa đảng". Nhà báo này dẫn lời giới quan sát nói trong không khí chính trị đang căng thẳng trước Đại hội Đảng XI, "đang có làn sóng trấn áp bất đồng chính kiến mới ở Việt Nam". Chủ tịch nước CHXHCN Việt Nam Nguyễn Minh Triết từng khẳng định rằng "Bất đồng chính kiến là chuyện bình thường, ngay trong Đảng cũng có nhiều chính kiến khác nhau... Ở Việt Nam không có chuyện bắt bớ, xét xử vì lý do bất đồng chính kiến. Những người được gọi là "bất đồng chính kiến" thực tế đã vi phạm pháp luật và phải được xử lý theo pháp luật. Họ hoạt động có tổ chức, kết nối trong nước, ngoài nước, nhận tiền, lập đảng này đảng khác, lên kế hoạch lật đổ chế độ. Hành động như vậy không thể chấp nhận được". Trong cuộc họp báo để công bố bắt khẩn cấp tiến sĩ Cù Huy Hà Vũ, công an không nói rõ Cù Huy Hà Vũ thuộc tổ chức nào, nhận tiền của ai, theo đảng nào, và có kế hoạch gì để lật đổ chế độ.
Vào ngày 25 tháng 1 năm 2011, bà Libby Liu - Tổng Giám đốc Đài Á Châu Tự do (RFA) đã gửi thư lên Tòa án nhân dân thành phố Hà Nội, kêu gọi trả tự do ngay lập tức cho ông Cù Huy Hà Vũ. Thư trích dẫn Điều 19 của Tuyên ngôn Quốc tế Nhân quyền của Liên Hợp Quốc mà Chính phủ Việt Nam cũng đã công nhận: "Tất cả mọi người đều có quyền tự do chính kiến và ngôn luận". Bà Liu cho rằng "quyền của ông Cù Huy Hà Vũ được trao đổi với đài châu Á Tự do (cũng như bất cứ ai khác) và bày tỏ quan điểm của mình về bất cứ chủ đề gì đã được bảo hộ một cách rõ ràng trong Công ước Quốc tế về các Quyền Dân sự và Chính trị mà Việt Nam đã ký năm 1982", và "truy tố ông Vũ về việc thực thi quyền con người cơ bản này chính là vi phạm luật pháp quốc tế."
Ngày 10 tháng 11 năm 2010, Tổ chức Theo dõi Nhân quyền Human Rights Watch (HRW) đã lên tiếng yêu cầu Việt Nam trả tự do ngay lập tức cho tiến sĩ Cù Huy Hà Vũ, người được tổ chức này gọi là "nhà hoạt động luật pháp trực ngôn, người bảo vệ nhân quyền và chỉ trích các hành vi sai trái của chính quyền". BBC dẫn lời ông Phil Robertson, Phó giám đốc phụ trách bộ phận Á Châu của HRW: "Việc bắt giữ ông Cù Huy Hà Vũ có mục đích ngăn chặn các luật sư để họ không nhận những vụ việc nhạy cảm về chính trị, chẳng hạn như bào chữa cho các nhà hoạt động dân chủ và dân oan mất đất, hoặc các vụ kiện nhằm bảo vệ môi trường". Bà Elaine Pearson thuộc văn phòng New York của Human Rights Watch nói với Đài Á Châu Tự do: "Luật pháp Việt Nam không theo đúng những chuẩn mực pháp lý quốc tế", "luật về an ninh quốc gia của Việt Nam quá rộng; đã hình sự hoá những hoạt động ôn hoà của những nhà hoạt động và những tổ chức tại Việt Nam", "trước kỳ Đại hội Đảng sắp đến đang có nỗ lực dập tắt tiếng nói của những ngươì chỉ trích Đảng về vấn đề nhân quyền." Bà Pearson cho biết HRW luôn sẵn sàng trực tiếp tranh luận với chính quyền Việt Nam, nhưng họ rất khó "tiếp xúc trực tiếp với chính quyền Hà Nội", và "không bao giờ được mời".
Hai ngày trước phiên xử, vào ngày 2 tháng 4 năm 2011, tổ chức Theo dõi Nhân quyền Human Rights Watch lại yêu cầu Việt Nam thả Tiến sĩ Luật Cù Huy Hà Vũ ngay lập tức. Trong yêu cầu bằng cả tiếng Anh và tiếng Việt, tổ chức này cho rằng ông Vũ "đáng được ca ngợi" vì đã tranh đấu cho quyền của người dân được có môi trường sống lành mạnh, quyền tự do ngôn luận và một hệ thống tư pháp công bằng. Phil Robertson, Phó Giám đốc phụ trách châu Á của Tổ chức Theo dõi Nhân quyền nói: "Hành động bắt giữ và xét xử Tiến sĩ Vũ phát đi một thông điệp rằng hệ thống tư pháp ở Việt Nam là để phục vụ cho lợi ích chính trị, và các luật sư cùng các nhà hoạt động muốn đi kiện hãy chuẩn bị tinh thần tự hứng lấy hậu quả."

HRW cũng cho rằng những tội danh về an ninh quốc gia trong Luật hình sự Việt Nam như "hoạt động nhằm lật đổ chính quyền nhân dân" (điều 79), "phá hoại chính sách đoàn kết" (điều 87), "tuyên truyền chống nhà nước" (điều 88), "phá rối an ninh" (điều 89), "lợi dụng các quyền tự do dân chủ để xâm phạm lợi ích nhà nước" (điều 258)... là mập mờ và khác thường, được dùng để xử tù những người bất đồng chính kiến về chính trị và tôn giáo. Ông Robertson phát biểu: "Việt Nam cần sửa đổi hoặc hủy bỏ những điều luật chung chung về an ninh quốc gia, thay vì sử dụng những điều luật đó để bịt miệng những người phê phán chính phủ một cách ôn hòa. Làm sao mà Việt Nam có thể trở thành một quốc gia có nền pháp trị khi chính phủ tiếp tục trừng phạt các nhà vận động pháp luật?"

## Sơ thẩm

### Trước khi xét xử
Ý kiến các luật sư
Luật sư Trần Đình Triển, người được mời để bảo vệ cho Cù Huy Hà Vũ, nói ông đã dự đoán vụ bắt giữ, và cho rằng ông chắc chắn sẽ thua, vì "ở một đất nước chưa có nhà nước pháp quyền và chưa có xã hội công dân, pháp luật chưa trở thành tối thượng thì chuyện đó còn cứ xảy ra thôi... phiên tòa xử kín, thì lời bào chữa của tôi hay nghìn lần thì cũng chỉ trong 4 bức tường thôi. Có chăng lịch sử sau 20 năm sẽ chứng minh lời tôi đúng và những hành động của anh Cù Huy Hà Vũ đúng." Ông Triển cho biết ông nghĩ Cù Huy Hà Vũ là người tốt, phản biện công khai, được dân mến mộ, chỉ không hợp lòng vài người "vớ vẩn", nhưng "nhớ là những người vớ vẩn đó là những người đang trên cả pháp luật", ông nói, "trong một xã hội độc tài, thì anh phải chết thôi".
Luật sư Trần Lâm, người từng bào chữa cho bà Lê Thị Công Nhân và ông Nguyễn Văn Đài trả lời phỏng vấn BBC cho rằng những hành động của ông Cù Huy Hà Vũ gây bức xúc cho giới cầm quyền: "Họ thấy phiền nhiễu quá. Họ nhân nhượng nhưng rồi khó chịu quá thì họ phải làm, nhất là sắp sửa có Đại hội Đảng. Việc bắt là có chuẩn bị. Ông ấy làm nhiều chuyện gây ầm ĩ, thì họ muốn trị. Các vụ khác, người ta có tổ chức, có ý tưởng lật đổ, chống đối hẳn hoi. Còn đây ông Hà Vũ, nếu bảo là chống đối cũng đúng, mà bảo là ông muốn thực thi pháp luật thì cũng đúng."
Luật sư Bùi Quang Nghiêm, Phó Chủ nhiệm Đoàn Luật sư Thành phố Hồ Chí Minh nói: "Tôi lo lắng cho bản thân tôi, biết đâu một ngày người ta đến khám văn phòng luật của tôi, khám máy tính của tôi, thấy một số bài viết của tôi chống lại ý kiến của Viện Kiểm sát và Tòa án mà tôi khiếu nại, rồi nói là tôi chống đối nhà nước thì tôi thật sự lo sợ".
Luật sư Vũ Đức Khanh cho rằng Điều 88 Bộ Luật Hình sự (mà ông Vũ bị cho là vi phạm) có xung đột, "mâu thuẫn với Công ước Quốc tế về các Quyền Dân sự và Chính trị mà Chính phủ Việt Nam đã long trọng ký kết tham gia. LS Khanh cũng cho rằng việc bắt giữ và truy tố ông Vũ "là một tổn thất rất lớn cho sự nghiệp xây dựng và phát triển tư tưởng nhà nước pháp quyền tại Việt Nam, và "làm mất đi thể diện, uy tín cũng như ảnh hưởng của Việt Nam trên chính trường quốc tế." Ông Vũ Đức Khanh cũng đã gửi cho các đại biểu Quốc hội Dương Trung Quốc, Nguyễn Minh Thuyết, Nguyễn Lân Dũng, đề nghị các ông này can thiệp vào vụ bắt giữ Cù Huy Hà Vũ, và yêu cầu Ủy ban Thường vụ Quốc hội giải thích sự mâu thuẫn giữa điều 88 BLHS và Công ước Quốc tế về các Quyền Dân sự và Chính trị.
Luật sư Lê Quốc Quân nói với BBC Việt Ngữ rằng ông rất "mến mộ những cử chỉ và việc làm đáng kính của Luật gia Cù Huy Hà Vũ", và "vô cùng bức xúc trước việc Chính phủ Việt Nam bắt tạm giam trái luật ông Vũ". LS Quân nói: "Hành động này của Chính phủ Việt Nam là vi phạm nghiêm trọng quyền hiến định công dân của ông Vũ theo tinh thần Hiến pháp 1992, đồng thời vi phạm cả Công ước Quốc tế về các Quyền Dân sự và Chính trị mà Việt Nam đã tham gia ký kết và thông qua vào ngày 24/09/1982." LS Lê Quốc Quân nhắc lại vụ án Phan Bội Châu, khi đó chưa hề có Đảng Cộng sản, báo chí đã được rầm rộ đưa tin, cung cấp các góc nhìn khác nhau, tạo ra một cuộc tranh luận sôi nổi về chính trị, vừa mang học thuật vừa nồng nàn lòng yêu nước. LS Quân cho rằng "nếu như hôm nay chúng ta có tự do báo chí, chắc chắn sẽ có nhiều tranh luận, bút ký bài báo trực tiếp, huyên náo và đầy sáng tạo."
Ông Lê Quốc Quân cũng cho rằng ông Vũ đã sai khi tin rằng "thủ tướng cũng là công dân như muôn vàn công dân khác và chúng ta có quyền kiện, và Nhà nước đang thực tâm muốn chống lại tham nhũng".
Ý kiến của bản thân
Ông Vũ trước đó (vào ngày 25 tháng 10 năm 2010) từng cho rằng ông luôn hành động theo đúng hiến pháp và pháp luật nên "không thể bị bắt".
| “              | Tôi chưa bao giờ nghe thông tin nói rằng tôi sẽ bị bắt; tức nói một cách chính thức là ‘bị bắt’, vì không có lý do gì để bắt tôi cả. Nhưng tôi khẳng định lại một lần nữa rằng tiến sĩ luật Cù Huy Hà Vũ luôn hành động theo đúng hiến pháp và pháp luật, cho nên không ai có thể đụng đến tôi. Ngược lại một khi họ cố tình đụng đến tôi tức họ cố tình xâm phạm hiến pháp và pháp luật. Bản thân họ sẽ phải trả giá rất lớn, theo đúng quy định của pháp luật thôi. Nếu như nhà cầm quyền và Đảng Cộng sản Việt Nam muốn xoá bỏ tôi cả về khía cạnh vật chất lẫn khía cạnh con người, tôi nghĩ rằng cả sự thiệt hại về con người cũng như tài sản của tôi mà góp phần đưa đất nước Việt Nam đến chế độ đa đảng, dân chủ vì quyền lợi của Tổ Quốc Việt Nam và nhân dân Việt Nam sớm hơn dù chỉ một giây, thì tôi vẫn cam lòng không có vấn đề gì phải suy nghĩ cả. Ở Việt Nam hằng nghìn đời nay đã có hằng triệu triệu con người đang hy sinh vì tổ quốc, vì nhân dân, vì công lý, vì đạo lý của người Việt Nam; cho nên ‘nếu’ tôi có bị người ta đụng đến, thậm chí bắt hay giết, đối với tôi chuyện ấy nhỏ như hạt cát, thậm chí không bằng hạt cát so với lịch sử dân tộc, lịch sử yêu nước của người Việt Nam. | ” |
| — Cù Huy Hà Vũ | |   |

Qua luật sư, vào ngày 27 tháng 12 năm 2010, TS Cù Huy Hà Vũ đã đề nghị chủ tịch Nguyễn Minh Triết tham gia tố tụng với tư cách người thay mặt Nhà nước Cộng hòa Xã hội chủ nghĩa Việt Nam, để "bảo vệ quyền lợi hợp pháp" của Nhà nước mà ông Vũ bị tố cáo đã xâm hại, vì "không có người bị hại thì không có vụ án".
Ông Cù Huy Hà Vũ cũng yêu cầu một số báo đài đặt tại hải ngoại - như ban tiếng Việt Đài châu Á Tự do (RFA) và Đài Tiếng nói Hoa Kỳ (VOA); và bà  HoàngTrâm Oanh thuộc Tổ chức Phóng viên không Biên giới, tham gia tố tụng vì trong 10 tài liệu dẫn ra trong cáo trạng buộc tội ông Vũ có các bài phỏng vấn của ông dành cho các đài này. Tới nay, chưa có phản hồi từ các đài RFA và VOA, nhưng bà Trâm Oanh đã đồng ý nhận lời. Ông Hà Vũ muốn tiếp tục mời ban quản trị trang tin Dân Luận tham gia tố tụng, vì bài viết của ông trên trang này cũng bị cho là chứng cứ để buộc tội ông.
Lễ cầu nguyện
Theo BBC Vietnamese, Giáo xứ Thái Hà ở Hà Nội có tổ chức hai buổi thắp nến cầu nguyện trước lúc diễn ra phiên xử Tiến sĩ Luật Cù Huy Hà Vũ.

### Lời kêu gọi từ trong tù
Ngày 23 tháng 1 năm 2011, RFI Tiếng Việt đăng bài viết "Từ trong tù, ông Cù Huy Hà Vũ kêu gọi đa đảng và dân chủ cho Việt Nam". Theo đài trên, từ trong tù, Cù Huy Hà Vũ đã gửi tới Ban biên tập các phương tiện thông tin đại chúng, các trang thông tin điện tử trong nước và ngoài nước bài viết "Quan điểm của tiến sĩ luật Cù Huy Hà Vũ gửi tới báo chí trong và ngoài nước" (đề ngày 18/01/2011), được trích dẫn:
1. "Mọi người Việt Nam chỉ có một tổ quốc là Việt Nam, chủ nghĩa xã hội không phải là tổ quốc của người Việt Nam." "Tổ quốc là do tổ tiên tạo lập, còn chủ nghĩa xã hội là một học thuyết chính trị, không phải là quốc gia, và không thể là quốc gia do các vua Hùng lập ra."
Đây là cơ sở để Cù Huy Hà Vũ đưa ra kiến nghị với Quốc hội Việt Nam (ngày 30/08/2010) lấy "Việt Nam" là quốc hiệu, để thực hiện hòa giải dân tộc, đoàn kết mọi người Việt Nam, trong và ngoài nước, bất luận chính kiến, nỗ lực xây dựng và bảo vệ "tổ quốc Việt Nam ngang tầm thời đại".
2. "Đa đảng là con đường duy nhất để thực hiện một nước Việt Nam thực sự dân chủ, toàn vẹn lãnh thổ, giàu mạnh, công bằng và văn minh". "Dân chủ đồng nhất với thể chế đa đảng, và có dân chủ, đa đảng thì sẽ thực hiện được các mục tiêu nói trên."
Cù Huy Hà Vũ nhắc lại rằng ông quyết giữ vững những quan điểm này "trong bất cứ hoàn cảnh nào vì lợi ích tối cao của tổ quốc Việt Nam".

### Quan ngại về tình hình sức khỏe
Trong một cuộc trả lời phỏng vấn RFA ngày 8 tháng 2 năm 2011, cô Cù Thị Xuân Bích, em gái Cù Huy Hà Vũ nói tình hình sức khỏe của ông Vũ đáng "báo động", "nhiều đêm (Cù Huy Hà Vũ) lên cơn đau tim" trong Trại tạm giam B14 - Bộ Công an, khiến "gia đình rất lo lắng".
Cù Thị Xuân Bích, con gái cố bộ trưởng Huy Cận, nói: "Cơ quan an ninh điều tra và Tòa án Nhân dân Hà Nội không ai quan tâm đến tình trạng sức khỏe của anh Cù Huy Hà Vũ mà lẽ ra theo Hiến pháp công dân có quyền bất khả xâm phạm về thân thể và được pháp luật bảo hộ về tình trạng sức khỏe, tính mạng, danh dự và nhân phẩm."
Gia đình Cù Huy Hà Vũ cho biết vào thời điểm ông Vũ đã bị bắt tạm giam được hơn 3 tháng, gia đình vẫn chưa được vào thăm, "dù đã có rất nhiều đơn thư xin thăm gặp". Cù Thị Xuân Bích nói tất cả đơn thư đều được gửi bảo đảm, nhưng hoàn toàn đến giờ gia đình "không nhận được sự hồi âm nào cả", các cấp chính quyền hoàn toàn im lặng trước những lời thỉnh cầu của gia đình.
Phản ứng từ gia đình
Bà Cù Thị Xuân Bích cho BBC biết rằng bà đã thay mặt gia đình gửi "Hồ sơ khiếu nại tới Ủy ban đặc trách Nhân quyền Liên Hợp Quốc khiếu nại về việc TS Cù Huy Hà Vũ đã bị bắt, giam, truy tố trái pháp luật Việt Nam cũng như Công ước Quốc tế về các Quyền Dân sự và Chính trị".
Đơn khiếu nại của bà Bích yêu cầu ủy ban nói trên có hành động khẩn cấp trước việc mà nguyên đơn gọi là "chính quyền bắt giữ trái phép" ông Cù Huy Hà Vũ.

### Luật sư bào chữa
Vợ ông Vũ, luật sư Nguyễn Thị Dương Hà, cùng hai luật sư Trần Đình Triển và Trần Lâm đã chính thức được chuẩn thuận làm luật sư bào chữa cho ông Vũ.
Bà Dương Hà và em gái ông Cù Huy Hà Vũ là bà Cù Thị Xuân Bích đã 2 lần tiếp tục gửi đơn xin bảo lãnh tại ngoại ông Vũ với lý do "quá trình điều tra có thể nói đã hoàn tất, không cần thiết phải giam giữ nữa", và "ông Vũ bị bệnh tim bẩm sinh, sức khỏe đang ngày càng xấu". Thân nhân của ông Vũ cam kết sẽ "thường xuyên giám sát" và bảo đảm rằng ông có mặt tại tòa khi có giấy triệu tập.
Với tư cách luật sư bào chữa, bà Dương Hà đã được tiếp xúc năm lần với ông Hà Vũ, mỗi lần khoảng một giờ đồng hồ. Theo BBC Việt Ngữ, luật sư Nguyễn Thị Dương Hà đã công bố "biên bản ghi lời khai" của ông Vũ do bà thực hiện ngày 18 tháng 1 năm 2011, trong đó có những tuyên bố về đa nguyên, đa đảng của ông này. Do vậy, bà Hà bị buộc tội đã "lợi dụng hành nghề luật sư, sử dụng thông tin mà mình biết được, gây ảnh hưởng xấu đến an ninh quốc gia, xâm phạm lợi ích của Nhà nước".
Luật sư Nguyễn Thị Dương Hà đã không được tham gia bào chữa cho chồng, vì Tòa án Nhân dân Hà Nội đã rút quyết định tham gia tố tụng với tư cách luật sư của bà vào ngày 18 tháng 2.

### Quá trình xét xử
Ngày 5 tháng 3 năm 2011 là ngày cuối cùng của hạn tạm giam 4 tháng đối với tiến sĩ Cù Huy Hà Vũ, nhưng đến 12 tháng 3 vẫn không có tin ông này được thả. Trước đó, nhiều báo đài trong và ngoài nước đưa tin ngày 24 tháng 3 năm 2011 sẽ xử ông Vũ tại Hà Nội, tuy nhiên sau đó phiên tòa lại bị dời lại đến ngày 4 tháng 4.

Tòa bắt đầu xử vào khoảng 8 giờ sáng, nghỉ trưa vào lúc 12 giờ và mở lại vào đầu giờ chiều. Hãng thông tấn Pháp AFP nói ông Cù Huy Hà Vũ đã đeo cà vạt xuất hiện trước tòa.

#### Xử công khai
Theo BBC, dù phiên tòa được cho là sẽ "xử công khai", nhưng có tin nói thân nhân của ông Vũ đã được thông báo sẽ "không được tham dự".
Chỉ có 2 nhà báo nước ngoài cùng một số thành viên ngoại giao đoàn được vào xem phiên xử ông Vũ. Hãng AFP đưa tin những người này chỉ được quan sát phiên tòa qua màn hình vô tuyến với chất lượng âm thanh xấu, trong một phòng họp ở bên cạnh.
RFI đưa tin chính quyền huy động xe cảnh sát chống bạo động lập hàng rào ngăn bên ngoài, cản không cho dân chúng mang hoa đến trước tòa. Nhiều người bị bắt.
Vợ của Cù Huy Hà Vũ nói: "Bên trong tòa án, gần như hoàn toàn là người của công an. Nếu có vài người được mời thì tôi chắc là người được chọn lựa để được vào ngồi trong phiên tòa. Đây không phải là một tòa án công khai như đã được tuyên bố khi phiên tòa vừa mở ra." Bà Dương Hà cho biết bà là người duy nhất trong gia đình được vào, cả dòng tộc nội ngoại (Cù Huy hay Ngô Xuân) không một ai được phép vào dự phiên xử gọi là công khai. Cả bà luật sư cũng bị "một cô đeo biển số 47, tự nhận là công an" giám sát chặt chẽ.
An ninh
Theo BBC Vietnamese, hàng rào an ninh đã được thắt chặt quanh Tòa án Nhân dân TP Hà Nội, nơi phiên xử diễn ra. Có đến hàng trăm người đổ tới theo dõi phiên tòa được cho là "lớn nhất Việt Nam" gần đây. Giao thông trên phố Hai Bà Trưng bị ách tắc nghiêm trọng.
Công an dựng rào chắn đường xung quanh tòa án. Phóng viên của hãng AFP có mặt bên ngoài tòa án cũng bị mời đi. Một số nhà bất đồng chính kiến như ông Lê Quốc Quân bị công an bắt đưa đi chỗ khác.
Giới chức khuyến cáo đám đông bên ngoài giải tán về nhà. Vợ ông Vũ, bà Nguyễn Thị Dương Hà đã được phép vào trong phòng xử án, nhưng em gái ông Vũ, bà Cù Thị Xuân Bích, không được giấy mời để vào tham dự.
RFA đưa tin tuy phiên tòa được thông báo là "công khai", nhưng nhiều người đã bị công an chìm và những người mặc thường phục khác bắt giữ một cách vô cớ như bác sĩ Phạm Hồng Sơn, LS Lê Quốc Quân, và một số người khác. Theo đài này, công an chặn tất cả những ngả đường, cấm giữ xe và đóng các lối vào bệnh viện xung quanh có thể dẫn đến khu vực tòa án, không cho nhân dân tụ tập.
BBC cũng đưa tin 2 nhà bất đồng chính kiến là bác sĩ Phạm Hồng Sơn và luật sư Lê Quốc Quân đã bị bắt khi tới khu vực gần Toà án Hà Nội. Bà Vũ Thúy Hà, vợ ông Phạm Hồng Sơn, nói với BBC Tiếng Việt rằng công an đã "dùng dùi cui đánh" một số người trong đó có chồng bà "ngay giữa đường" khi họ đang đứng cách tòa nhà của tòa án khá xa.

#### Luật sư bào chữa
Có 4 luật sư tham gia bào chữa tại tòa là LS Trần Đình Triển, LS Trần Vũ Hải, LS Vương Thị Thanh, và LS Hà Huy Sơn.
Trước khi bắt đầu tranh tụng, tòa đã bác yêu cầu này của các luật sư đòi cung cấp tài liệu liên quan cáo trạng cho ông Vũ. Theo lời LS Triển, chủ tọa phiên tòa là thẩm phán Nguyễn Hữu Chính ngắt lời LS Hải, tuyên bố cảnh cáo luật sư, và sau đó yêu cầu cảnh sát đuổi luật sư này ra khỏi phiên tòa.
Các luật sư dẫn Điều 214 của Bộ Luật Tố tụng Hình sự là "phải công bố những chứng cứ, những tài liệu có trong hồ sơ vụ án để các luật sư thẩm vấn, xét hỏi đối với bị cáo", nhưng hội đồng đã bỏ qua quy định của pháp luật tại Điều 214 và kết thúc phần xét hỏi.
LS Trần Đình Triển nói các luật sư đã bị vô hiệu hóa ngay khi chưa kịp thực hiện trách nhiệm và nghĩa vụ của mình: "Đang trong giai đoạn xét hỏi để đánh giá, chưa hỏi được gì cả thì chủ tọa phiên tòa tuyên bố chấm dứt giai đoạn xét hỏi, chuyển sang phần tranh tụng."
Bức xúc vì chính chủ toạ phiên toà cũng vi phạm pháp luật Việt Nam về thủ tục tố tụng. Và cảm thấy không thể nào ngồi bào chữa ở một phiên tòa mà chính ngay hội đồng xét xử đang vi phạm pháp luật, các luật sư tham gia bào chữa đều ký tên đồng loạt ra về.

#### Tuyên bố của ông Vũ trước tòa
Theo The Guardian, ông Vũ nói trước tòa: "Tôi không phạm tội tuyên truyền chống nhà nước. Vụ án này được giàn dựng để chống lại tôi. Phiên tòa này hoàn toàn trái luật". Trong khi đó thẩm phán Nguyễn Hữu Chính hạch tội bị cáo là "được sinh ra và nuôi dưỡng trong gia đình cách mạng mà không biết giữ truyền thống cách mạng".
Cù Huy Hà Vũ không nhận tội nhưng tuyên bố: "Tôi cũng sẽ không trả lời bất cứ một lời nào đối với hội đồng và cũng không tranh tụng gì nữa và đề nghị hội đồng tuyên án luôn, mức án bao nhiêu tôi cũng chịu trước dân tộc và trước nhân dân."
Tất cả các luật sư cũng tuyên bố không tiếp tục tham gia bào chữa vì tòa vi phạm nguyên tắc tố tụng, và rời khỏi phiên tòa lúc 12 giờ trưa.

#### Án sơ thẩm
Sau khi các luật sư đã rời khỏi tòa để phản đối, phiên tòa vẫn tiếp tục. Đại diện Viện Kiểm sát cho rằng bị cáo "có thái độ ngoan cố, không chịu nhận tội" và "hành vi phạm tội được thực hiện nhiều lần trong thời gian dài", có "tính chất nguy hiểm" nên đề nghị tuyên phạt ông Vũ mức án 7 - 9 năm tù giam, quản chế 3 năm tại địa phương. Kết quả ông Vũ bị tuyên án 7 năm tù giam, 3 năm quản chế, đúng như Viện Kiểm sát yêu cầu.
Ông Vũ đã tuyên bố một câu cuối cùng, dù không được quyền phát biểu: "Tổ Quốc và Nhân dân Việt Nam sẽ phá án cho tôi, công dân Cù Huy Hà Vũ."

## Dư luận và phản ứng về bản án sơ thẩm

### Quan điểm cá nhân
Vợ của Tiến sĩ Cù Huy Hà Vũ nói: "Việt Nam là một cái xứ vừa đá bóng vừa thổi còi, luật lệ và quyền lực chồng chéo lên nhau. Cả ba ngành hành pháp, lập pháp và tư pháp không phân quyền và độc lập với nhau." Bà Dương Hà cho rằng ở Việt Nam chỉ có quyền lực chứ không có tính công minh và không thiên vị của luật pháp. "Những người khách hay khách hàng của văn phòng luật chúng tôi bị công an theo đến tận nhà thẩm vấn này khác. Chúng tôi mất khách hoàn toàn", bà luật sư nói thêm.
Trả lời phỏng vấn RFA, giáo sư Phạm Toàn nói: "Đó là một phiên tòa lưu manh, ô nhục." Giáo sư Hà Văn Thịnh nói quá trình tố tụng "tệ hại, thất vọng và đau buồn". Hội trưởng Hội Người Việt Cao niên tại Na Uy, Đỗ Duy Huỳnh cho rằng đó là sự trả thù của Bộ Chính trị và Đảng Cộng sản Việt Nam. Tiến sĩ Phan Văn Song nói "Bất đồng chính kiến không có nghĩa là tuyên truyền, chống phá. Một nước mà không cho người dân được chỉ trích phản biện, đó là một nước độc tài." Luật gia Lê Thị Tuyết Nga cho rằng thật vô lý khi "một công dân đi thưa kiện, tức là tin vào toà, nhờ tòa án nhà nước thẩm xét, mà bị tội chống phá nhà nước".
Bùi Tín viết: "phiên tòa kỳ khôi, hoang dã, đạt mức kỷ lục về phi pháp", "vụ xử án kỳ quặc, quá quắt, khó hiểu", và cho rằng "các chế độ độc đoán, độc đảng trong thoái trào mất hết tư thế thường liều lĩnh lội ngược dòng thác dân chủ tự do của thời đại. Lội ngược dòng suối, dòng sông còn được, có ai dám lội ngược dòng thác đổ, để bị cuốn trôi đi mất tăm, chỉ để lại tiếng xấu trong lịch sử đất nước và loài người".
Giáo sư toán học Ngô Bảo Châu nói ông "vốn không đặc biệt hâm mộ" ông Vũ, nhưng cho rằng ông Vũ là "một con người không tầm thường." Ngô Bảo Châu so sánh Cù Huy Hà Vũ với anh hùng Hector, hoàng tử thành Troy, và Kinh Kha nước Vệ. Giáo sư Châu cũng chỉ trích chính quyền và tòa án rằng họ đã "làm mất thể diện quốc gia" khi "bắt ông (Vũ) bằng hai bao cao su đã qua sử dụng", xử "nửa công khai, nửa bí mật", và "từ chối thực hiện thủ tục tố tụng".
Giáo sư Carl Thayer thuộc Đại học New South Wales ở Australia, cho rằng vụ án đã được mang ra thảo luận tại các cấp cao nhất trong Đảng Cộng sản Việt Nam, và hình phạt "đã được ấn định sẵn".
Báo Quân đội Nhân dân, trên một bài xã luận của tiến sĩ Nguyễn Minh Tuấn đăng ngày 10 tháng 4, cho rằng những ý kiến phê phán vụ xét xử là "sự cáo buộc vô căn cứ, xuyên tạc sự thật" và nói rằng các luật sư của ông Vũ không tuân thủ pháp luật.
Dân Biểu Quận Cam, California Loretta Sanchez, người đồng bảo trợ Dự Luật Nhân quyền cho Việt Nam 2011 H.R. 1410 nói "Tôi đặc biệt quan tâm về phiên tòa và bản án của Tiến sĩ Cù Huy Hà Vũ, người đã bày tỏ quan điểm bất đồng với chính sách của nhà nước Việt Nam. Tôi kêu gọi nhà cầm quyền Việt Nam nên chấm dứt mọi hình thức đàn áp." Dự luật H.R. 1410 sẽ hạn chế nguồn tài trợ phi nhân đạo cho Việt Nam trừ khi nhà cầm quyền Việt Nam cải thiện tình trạng đàn áp nhân quyền.

### Dư luận trong nước
Ngày 11 tháng 4 năm 2011, BBC Vietnamese đã đưa tin từ trang blog bauxite Việt Nam về một bản "Kiến nghị trả tự do cho công dân Cù Huy Hà Vũ" và "xóa bỏ kết quả của phiên tòa sơ thẩm, xóa bỏ vụ án". Bản kiến nghị này có chữ ký của hàng trăm người thuộc nhiều thành phần từ cán bộ lão thành, tướng lĩnh, trí thức trong và ngoài nước, sinh viên, doanh nhân,....v.v, trong đó có giáo sư Hoàng Tụy, nhà văn Nguyên Ngọc, cựu Phó Chủ tịch Mặt trận Tổ quốc Thành phố Hồ Chí Minh Lê Hiếu Đằng. BBC đưa bình luận của ông Lê Hiếu Đằng, cho rằng phiên toà "rất trơ trẽn", nhưng ông Đằng cũng nói rằng "không hy vọng" kiến nghị được chấp nhận. Theo BBC Tiếng Việt, đến ngày 26 tháng 5 năm 2011, kiến nghị này đã có hơn 2000 chữ ký.
Ngày 26 tháng 4 năm 2011, một sinh viên năm thứ ba Học viện Hành chính Cơ sở Hà Nội tên Nguyễn Anh Tuấn đã gửi đơn lên Viện Kiểm sát Nhân dân Tối cao, đề nghị truy tố chính mình về tội tàng trữ một số bài viết của Tiến sĩ Cù Huy Hà Vũ. Sinh viên này còn gửi kèm bằng chứng, là một bức ảnh tự chụp anh đang cầm các bài viết của ông Vũ. Tuấn cho rằng hành động đó có thể giúp "bảo vệ pháp quyền ở một mức độ nào đó", và nói mình không thể "tiếp tục thỏa hiệp với nỗi sợ hãi và sự hèn nhát của bản thân".

### Báo chí và các tổ chức quốc tế
BBC Tiếng Việt so sánh vụ Cù Huy Hà Vũ với vụ chính quyền Trung Quốc bắt giữ Ngải Vị Vị. Cả hai đều là con của các nhà thơ "lão thành cách mạng", bị bắt do trả lời phỏng vấn báo chí nước ngoài, và bị báo chí công kích là những kẻ coi thường, chống lại pháp luật.
The Guardian bình luận: "Nhà nước Việt Nam không tha thứ cho bất cứ ai thách thức chế độ độc đảng của mình."
Đảng Dân chủ Tự do Đức nói "án tù 7 năm là không chấp nhận được". Những dân biểu đảng này trong quốc hội Đức lo ngại rằng tòa án đã tuyên một bản án được soạn trước theo mệnh lệnh của chính phủ Việt Nam, trái với các tiêu chuẩn nhân quyền quốc tế hiện hành. Họ cũng đòi Việt Nam xóa bỏ điều 88 BLHS đã được dùng để kết án ông Vũ.
Tổ chức Ân xá Quốc tế cho rằng Việt Nam lạm dụng hệ thống tư pháp, và phiên xử rõ ràng đã đi ngược lại các giá trị mà Việt Nam cam kết như các Công ước quốc tế về nhân quyền. Bà Janice Beanland thuộc Ban Đông Nam Á của tổ chức này cho rằng chính quyền Việt Nam hành xử như vậy với người bất đồng chính kiến là phản tác dụng và ảnh hưởng tới vị thế của Việt Nam trên bình diện quốc tế. Bà Beanland còn chỉ trích luật pháp Việt Nam: "Từ ngữ để gán ghép tội trạng và mang ra xét xử mơ hồ đến mức nhà chức trách có thể dùng theo bất kỳ cách nào họ muốn."
Ngày 26 tháng 5 năm 2011, trong một bản phúc trình dài 59 trang tựa đề "Vietnam: The Party vs. Legal Activist Cu Huy Ha Vu", Tổ chức Theo dõi Nhân quyền kêu gọi các lãnh đạo Việt Nam nghe lời cộng đồng quốc tế và "xoay chuyển bản án bất công và trả tự do ngay lập tức cho ông Vũ". Tổ chức này cho rằng việc kết án Cù Huy Hà Vũ là "một vết đen khác trong hồ sơ nhân quyền vốn đã tồi tệ của Việt Nam và cho thấy rằng chính phủ Hà Nội sẽ làm bất cứ điều gì để dập tắt tiếng nói chỉ trích".

### Phản ứng chính thức của quốc tế
Ngày 5 tháng 4 năm 2011, Bộ Ngoại giao Hoa Kỳ đã kêu gọi trả tự do ngay lập tức cho ông Cù Huy Hà Vũ:
| “                                             | Hoa Kỳ quan ngại sâu sắc về việc kết án 7 năm tù giam ngày 4 tháng 4 đối với nhà hoạt động Cù Huy Hà Vũ về tội "tuyên truyền chống chính phủ". Chúng tôi cũng lo ngại về việc tiến hành phiên toà rõ ràng đã thiếu trình tự chuẩn mực, và việc tiếp tục giam giữ một số cá nhân đã tìm cách quan sát phiên toà một cách ôn hoà. Việc kết án ông Vũ đi ngược lại với Tuyên ngôn Nhân quyền Liên Hợp Quốc và đặt ra những câu hỏi nghiêm túc về cam kết của Việt Nam về nền pháp trị và cải cách. Không cá nhân nào đáng bị bỏ tù vì thực hiện quyền tự do ngôn luận. Chúng tôi thúc giục chính phủ Việt Nam thả ngay lập tức Cù Huy Hà Vũ và tất cả các tù nhân lương tâm khác. | ” |
| — Mark Toner, phát ngôn viên Bộ Ngoại giao Mỹ | |   |

Người phát ngôn Bộ Ngoại giao Việt Nam Nguyễn Phương Nga đã cảnh cáo Hoa Kỳ không được can thiệp vào công việc nội bộ của Việt Nam:
| “                                                           | Đây là một tuyên bố can thiệp vào công việc nội bộ của Việt Nam. Việt Nam là một Nhà nước pháp quyền. Việt Nam xử lý các hành vi vi phạm pháp luật theo đúng các quy định của pháp luật Việt Nam và hoàn toàn phù hợp với các quy định của luật pháp quốc tế, trong đó có Công ước Quốc tế về các quyền dân sự, chính trị. | ” |
| — Nguyễn Phương Nga, người phát ngôn Bộ Ngoại giao Việt Nam | |   |

Bà Nga chối bỏ tất cả các cáo buộc của Hoa Kỳ và nói rằng tại Việt Nam, các quyền tự do, dân chủ của công dân, trong đó có quyền tự do ngôn luận, được quy định rõ trong Hiến pháp và trong các văn bản pháp luật khác, được tôn trọng và thực thi trên thực tế; không có cái gọi là "tù nhân lương tâm" ở Việt Nam. Tuy nhiên, Tổ chức Ân xá Quốc tế lại đã công nhận Cù Huy Hà Vũ là một tù nhân lương tâm vào ngày 5 tháng 4, và kêu gọi Việt Nam trả tự do cho ông này ngay lập tức.
Ông Lê Hiếu Đằng, nguyên Phó Chủ tịch Ủy ban Mặt trận Tổ quốc Thành phố Hồ Chí Minh nói với BBC Tiếng Việt rằng phát ngôn viên Bộ Ngoại giao Nguyễn Phương Nga chỉ "nói lấy được", "nhiệm vụ của bà ấy bà ấy phải nói thôi", "nói cho có vậy thôi chứ không có lý lẽ gì", "không biết cái lời nói có ai nghe và có sức thuyết phục không", "nếu một đất nước có luật pháp đàng hoàng thì không thể xử vụ án như vừa qua."
Ngày 6 tháng 4 năm 2011, Liên Hiệp châu Âu EU tuyên bố "lấy làm tiếc và bày tỏ quan ngại sâu sắc về phiên xử ông Cù Huy Hà Vũ tại Hà Nội." Trưởng Phái đoàn EU tại Việt Nam khẳng định việc buộc tội này "không phù hợp với quyền cơ bản của con người về việc có ý kiến và biểu đạt ý kiến một cách tự do và ôn hòa theo Tuyên ngôn Quốc tế về Nhân quyền và Điều 19 của Công ước Quốc tế về các Quyền Dân sự và Chính trị (ICCPR) mà Việt Nam tham gia."

## Kháng án và phúc thẩm
LS Nguyễn Thị Dương Hà cho biết "chắc chắn chúng tôi sẽ kháng án". Luật sư cho biết Cù Huy Hà Vũ đã gửi đơn kháng cáo từ trong tù trong đúng thời hạn 15 ngày sau sơ thẩm.
Theo bà Dương Hà, sức khỏe của Cù Huy Hà Vũ hiện rất xấu, "10 đầu ngón tay bị thâm tím mà không biết là do nguyên nhân gì." Bà luật sư cho biết ông Vũ là tù nhân chính trị nhưng lại đang bị giam cùng một tù hình sự tên Nguyễn Đức Tuấn, người "có 4 tiền án về tội đánh người", và thường xuyên bị ông này hù dọa và cướp đoạt thuốc chữa bệnh.
Phiên tòa xử phúc thẩm Tiến sĩ Cù Huy Hà Vũ diễn ra vào ngày 2 tháng 8 năm 2011 tại Hà Nội.

### Tuyên bố của Cù Huy Hà Vũ trước phiên xử phúc thẩm
Trong một bức thư gửi "đồng bào" trước phiên xử phúc thẩm, Cù Huy Hà Vũ gọi vụ bắt giữ mình là "cuộc bắt bớ xấu xa dựa trên cái cớ là hai bao cao su đã qua sử dụng", và chỉ trích phiên tòa sơ thẩm ngày 4 tháng 4 năm 2011 là vội vàng, hấp tấp, "không dám trưng ra các chứng cứ phạm tội cũng chẳng dám tranh tụng với các luật sư", vội vã tuyên án...
Ông Vũ nói bản chất vụ án là cuộc đối đầu chính trị giữa 2 bên, một bên là Đảng Cộng sản Việt Nam mà ông cho là "chậm trễ như thể cố tình cưỡng lại việc thực hiện một Nhà nước Việt Nam pháp quyền", và bên kia là "Cù Huy Hà Vũ như một tiếng nói đại diện cho tất cả những tiếng nói đòi xây dựng Nhà nước Việt Nam pháp quyền."
Cù Huy Hà Vũ vẫn khẳng định mình "không có tội, song cũng biết chấp nhận hy sinh", và những điều ông đã làm là "không vụ lợi, không hề vì động cơ riêng tư", còn đề nghị Đa đảng cho nền chính trị Việt Nam thực chất là nhằm "cứu nguy Đảng Cộng sản trước nguy cơ bị cô lập trong con mắt toàn dân."
Từ trong tù, tiến sĩ Hà Vũ nói điều làm ông lo lắng và đau lòng nhất là lo cho đất nước Việt Nam rơi vào tay "bọn đại giảo hoạt Bắc Kinh". Ông Vũ khẳng định mình "một dạ vì dân vì nước":
| “              | Chẳng nhẽ Hà Vũ này chống lại mẹ, cha, anh, chị em mình sao? Chẳng nhẽ Hà Vũ này chống lại những người nông dân mất đất vào tay bọn người hoa mắt vì tiền? Chẳng nhẽ Hà Vũ này chống lại những người trí thức mất tự do trước "quyền lực bằng mọi giá" ? | ” |
| — Cù Huy Hà Vũ | |   |

### Dư luận trước phiên tòa phúc thẩm
Luật sư Nguyễn Thị Dương Hà nói sức khỏe của Tiến sĩ Hà Vũ "hơi kém một chút", nhưng tinh thần thì "luôn vững vàng". Bà luật sư hy vọng chồng mình được trắng án, "nếu pháp luật Việt Nam còn được thực thi, còn có giá trị".
Nhà thơ Bằng Việt cho rằng "nếu không tha bổng cho Cù Huy Hà Vũ thì đấy là một sự ngu xuẩn". Nhà thơ Bùi Minh Quốc thì cho rằng xử Cù Huy Hà Vũ là "tự ký vào bản án phản bội nhân dân, phản bội Tổ Quốc, phản bội cách mạng..."

### Diễn biến phiên tòa phúc thẩm
Biện hộ cho ông Vũ có 4 luật sư là các ông bà Trần Quốc Thuận, Trần Đình Triển, Trần Vũ Hải và Vương Thị Thanh. Theo gia đình thì tất cả các luật sư đều bào chữa hoàn toàn miễn phí và tự nguyện bởi họ thấy sự việc là "oan trái", và sẵn sàng giúp đỡ để "minh oan".
Tương tự như phiên xử sơ thẩm, 1 hàng rào an ninh được công an dựng lên xung quanh tòa án để ngăn cản không cho người ngoài vào bên trong. Giáo sư Nguyễn Huệ Chi đến dự phiên tòa bị công an ngăn cản và xô đẩy, có người được cho là đã bị đánh và bị bắt đem đi. Còn phóng viên chỉ được theo dõi phiên tòa qua màn hình TV từ phòng kế bên.
Theo RFA, ngay cả em gái của Cù Huy Hà Vũ là Cù Thị Xuân Bích cũng không được cho vào dự phiên tòa. Đứng bên ngoài, bà Xuân Bích nói: "Tôi là Cù thị Xuân Bích, con gái nhà thơ Cù Huy Cận, người đã tiếp ký với chủ tịch Hồ Chí Minh Bản tuyên ngôn thành lập nước Việt Nam Dân chủ Cộng Hòa; hôm nay xử anh trai tôi là Cù Huy Hà Vũ, một người yêu nước, mà không được vào phải đứng ngoài đường đây!"
Viện Kiểm sát vẫn đề nghị giữ nguyên mức án đối với ông Cù Huy Hà Vũ.

#### Tuyên bố của ông Vũ trong phiên phúc thẩm
Cù Huy Hà Vũ nói ông không chống Đảng cộng sản, nhưng ủng hộ một hệ thống đa đảng vì lợi ích của nước Việt Nam. Ông nói cha mình, cố bộ trưởng Cù Huy Cận, là một trong những người đã khai sinh ra chế độ hiện đang xử án ông hôm nay. Ông Vũ vài lần quay xuống phía người thân, và làm dấu hiện chữ "V" với cả hai tay.
Cù Huy Hà Vũ, nói trong phiên tòa phúc thẩm.
Tuy nhiên, công tố viên nói những hành động của ông Vũ đã "xâm phạm an ninh quốc gia", "chống phá Nhà nước" và "lạm dụng quyền tự do báo chí và ngôn luận".
Hãng tin AFP, dù không được tham dự phiên tòa, dẫn lời một nhà báo nước ngoài xem phiên xử qua truyền hình trong phòng bên cạnh, nói rằng ông Cù Huy Hà Vũ tại tòa cáo buộc Thủ tướng Nguyễn Tấn Dũng đứng đằng sau vụ bắt và xử ông vì những vụ kiện làm mất mặt thủ tướng.
Cù Huy Hà Vũ
BBC bình luận rằng Nhà nước cộng sản Việt Nam không khoan thứ bất cứ sự thách thức nào đối với chế độ đảng trị và họ đang đàn áp một gia đình mà ở Việt Nam ai cũng biết là trung thành với chế độ.

#### Tranh tụng
Các luật sư cho biết họ bị tòa đe dọa đủ thứ, như bị cảnh cáo đuổi ra ngoài, mời cảnh sát tư pháp... và nói rằng họ đã "rất nhịn nhục" để có thể nói được một số ý kiến họ muốn nói, nhưng các vấn đề luật sư đưa ra đều bị gạt hết, không được chấp nhận. Luật sư Vương Thị Thanh còn nhiều lần bị Chủ tọa phiên tòa gọi là "bị cáo", theo lời luật sư Triển.
TS Cù Huy Hà Vũ yêu cầu thay đổi toàn bộ Hội đồng xét xử vì những người này đều là đảng viên Đảng Cộng sản nên sẽ không vô tư đối với những cáo buộc của công tố viên, vốn cũng là đảng viên Đảng Cộng sản Việt Nam, tuy nhiên tòa không thoả mãn yêu cầu này của ông Vũ.
Các luật sư cũng đề nghị triệu tập Chủ tịch Ủy ban Thường vụ Quốc hội để trả lời về những bức thư mà tiến sĩ Cù Huy Hà Vũ gửi cho Quốc hội trước đây, Chủ tịch nước với tư cách là bên bị hại theo như cáo buộc tội danh chống phá nhà nước, và Đài VOA cùng bà Trâm Oanh vì bị cáo đã trả lời phỏng vấn 2 nơi này, nhưng tất cả các đề nghị đều không được chấp nhận.
Theo lời luật sư Trần Đình Triển, ông đã lập luận rằng việc bị cáo gửi thư cho Quốc hội đề nghị thả các tù binh của Việt Nam Cộng Hòa còn bị giam giữ từ năm 1975 đến nay chỉ là mang tính "nhân đạo", muốn "hòa giải dân tộc" chứ không chống nhà nước, thì phía Kiểm Sát phán một câu: "Viện Kiểm sát không tranh tụng nữa, mà giữ nguyên lời buộc tội của mình."
Tương tự, luật sư cũng nói không chỉ riêng bị cáo mà nhiều lãnh đạo Đảng và Nhà nước, nhà khoa học, đại biểu Quốc hội cũng đã nói cần phải sửa đổi cơ bản Hiến pháp 1992, nên không thể kết tội mình bị cáo chống nhà nước. Luật sư cho rằng Viện Kiểm Sát chỉ "cả vú lấp miệng em", khi đi vào các chi tiết, hành vi cụ thể thì "họ không chứng minh được".
Viện Kiểm Sát nói luật pháp Việt Nam không yêu cầu chứng minh thiệt hại cụ thể do hành vi của bị cáo gây nên, mà chỉ cần sở hữu và tàng trữ những tài liệu chống nhà nước là đã đủ để "cấu thành tội phạm", và chỉ riêng việc ông Vũ kêu gọi đa nguyên đa đảng đã là phạm tội quá rõ ràng rồi.
BBC bình luận rằng kiểm sát viên của Việt Nam "đọc" một loạt những "tội" của ông Vũ theo kiểu "trả bài".

#### Án phúc thẩm
Tòa phúc thẩm giữ nguyên bản án bảy năm tù giam và ba năm quản chế đối với ông Cù Huy Hà Vũ vì tội tuyên truyền chống nhà nước.
Kết quả phiên xử phúc thẩm ngay lập tức đã được phát trên truyền hình và báo chí chính thống tại Việt Nam.

#### Phản ứng và dư luận
Ngay sau phiên tòa phúc thẩm, Chính phủ Hoa Kỳ lại lên tiếng kêu gọi trả tự do "ngay lập tức" cho tiến sĩ Cù Huy Hà Vũ:
| “                                                  | Chúng tôi rất lo ngại về việc kháng cáo của ông Cù Huy Hà Vũ đã bị tòa bác". Chúng tôi tiếp tục kêu gọi chính phủ Việt Nam trả tự do ngay lập tức cho ông Vũ, cũng như cho các tù nhân lương tâm khác, và tin rằng các cá nhân không thể bị bắt giữ chỉ vì thực hiện quyền tự do ngôn luận của mình. Quan hệ song phương của Mỹ và Việt Nam nói chung khá tốt đẹp nhưng chúng tôi có các quan ngại to lớn về các vấn đề liên quan tới nhân quyền và chúng tôi sẽ tiếp tục gây áp lực trong lĩnh vực này. | ” |
| — Mark Toner, Người phát ngôn Bộ Ngoại giao Hoa Kỳ | |   |

Tối ngày 4 tháng 8 năm 2011, hai ngày sau phiên xử phúc thẩm, Đài truyền hình Việt Nam đã phát sóng trong chương trình thời sự một phóng sự dài 15 phút mang tên "Sự thật về hành vi vi phạm của Cù Huy Hà Vũ", khẳng định phiên tòa là công bằng và khách quan, đúng người đúng tội, và được đông đảo quần chúng nhân dân đồng tình ủng hộ. VTV cũng trích dẫn một vài người sống ở phường Điện Biên nói ông Vũ là một kẻ "thiếu văn hoá" và "thằng cha hung hăng và láo lếu". Chủ tịch UBND phường Điện Biên Trần Mạnh Quân khẳng định rằng ông Cù Huy Cận lúc còn sống từng nói với phường nhiều lần là "Tôi sinh ra thằng con bất trung, bất nghĩa và bất hiếu"! Ngoài ra, phóng sự còn nhiều lần nhắc đến các "thế lực thù địch" và "bọn phản động" trong và ngoài nước đang cố tình "xuyên tạc", "tuyên truyền chống phá" rằng Cù Huy Hà Vũ không có tội.
Tác giả Quý Thanh của báo Công an Nhân dân, người trước đó từng có bài phê bình giáo sư Ngô Bảo Châu và đả kích tiến sĩ Hà Vũ tiếp tục có bài viết "Cù Huy Hà Vũ và chiêu bài nhân cách". Tác giả gọi ông Vũ là kẻ "phản bội những tín điều thiêng liêng, phản bội gia đình, phản bội lại học thức, phản bội đất nước, dân tộc", hay kẻ "tính toán cá nhân", và cung cấp "sự thật" về nhân vật này. Bài viết dẫn ra nhiều vụ việc nổi tiếng của ông Vũ, cũng như những sự việc cá nhân, nhưng bỏ qua việc kiện thủ tướng Nguyễn Tấn Dũng; và cáo buộc một vài người đang sử dụng "chiêu bài nhân cách" cho một kẻ "tầm thường nhỏ mọn" hòng mưu đồ quyền lực.
BBC bình luận rằng tiến sĩ Cù Huy Hà Vũ đang bị Việt Nam sử dụng lực lượng công an, kiểm sát, tòa án và truyền thông "tấn công", dù ông chưa bao giờ kêu gọi có hành động bạo lực đối với chính quyền, và các sự vụ mang tính cá nhân của ông Vũ đang bị mang ra "mổ xẻ". Trả lời BBC, em gái của ông Vũ nói bà "không quan tâm" truyền thông trong nước nói gì, vì theo bà Cù Thị Xuân Bích thì họ phản ánh "không đúng sự thật" về anh ruột của bà. Đài này cũng dẫn lời một số phản ứng trên mạng Internet về phóng sự "Sự thật về hành vi vi phạm của Cù Huy Hà Vũ" của Đài Truyền hình Việt Nam: "Liệu có tin được phóng sự về vấn đề đang gây xôn xao dư luận, do một phía làm ra và chỉ có những nhân vật ở phía đó nói. Phải chăng sự thật thuộc về kẻ mạnh?"
Tiến sĩ Địa - Vật lý Nguyễn Thanh Giang cho rằng Đảng Cộng sản và chính phủ "thà để mất tiếng thơm đất nước" chứ không để bị xem là "thua" một anh tiến sĩ hay một gia đình công thần cách mạng, và vì Đảng "độc quyền, độc đoán" nên "không thể vượt qua được chính mình". Ông Giang cho rằng lẽ ra không nên bắt Cù Huy Hà Vũ, nhất là "bắt trong hoàn cảnh rất bẩn thỉu". Về cáo buộc rằng vụ án là cuộc trả thù của Thủ tướng Nguyễn Tấn Dũng, tiến sĩ Nguyễn Thanh Giang nói "Tôi không nghĩ vậy. Một người đã lên đến Thủ tướng, cũng biết danh dự của mình, kiềm chế ở mức nhất định chứ đâu đến nỗi tiểu nhân quá như vậy."
Phil Robertson, Phó Giám đốc Tổ chức Theo dõi Nhân quyền nói ông không ngạc nhiên với bản án phúc thẩm, và cho rằng tòa án dùng vụ án Cù Huy Hà Vũ để răn đe những người bất đồng chính kiến khác.
Tiếp sau Hoa Kỳ, Cao ủy đối ngoại của Liên hiệp châu Âu EU cũng tiếp tục lên tiếng chỉ trích Việt Nam. Bà Catherine Ashton, Đại diện cấp cao của Liên minh châu Âu về ngoại giao và an ninh, nói bà "quan ngại sâu sắc" về việc tòa án đã bác kháng cáo của ông Vũ, và "đặc biệt thất vọng" khi chính quyền Hà Nội không thực thi quyền căn bản của công dân: "quyền có ý kiến và tự do thể hiện các ý kiến của họ một cách hòa bình".
Giáo sư - Tiến sĩ Nguyễn Minh Thuyết, nguyên Phó Chủ nhiệm Ủy ban Văn hóa, Giáo dục, Thanh Thiếu Niên của Quốc hội cho rằng vụ án "vi phạm rất nhiều trình tự thủ tục tố tụng từ đầu đến cuối". Các phiên xử sơ thẩm và phúc thẩm không có tranh tụng. Ông cũng không đồng tình với cách "bới móc đời từ" của ông Vũ mà VTV1 đã làm.

## Vụ tuyệt thực vào tháng 5 năm 2013

### Thông tin từ gia đình Cù Huy Hà Vũ
Ngày 10 tháng 6 năm 2013, bà Nguyễn Thị Dương Hà, vợ của ông Hà Vũ tường thuật chồng mình đã tuyệt thực từ ngày 27.05 để phản đổi trại giam số 5 ở tỉnh Thanh Hóa vi phạm nhiều quyền hợp pháp của ông. Nhiều người khác cả trong và ngoài nước sau đó, để chia sẻ tinh thần ái quốc của TS Cù Huỳ Hà Vũ đang tuyệt thực trong tù, cũng như đánh động công luận về hành động sách nhiễu, và bạc đãi trong trại giam, cũng tham gia tuyệt thực:

- TS Nguyễn Quốc Quân đã bắt đầu tuyệt thực từ ngày 10.06 trước toà Nhà Trắng tại Hoa Kỳ.[121]
- Hành động tuyệt thực này cũng nhằm đồng hành với Bác sĩ Phạm Hồng Sơn, người bắt đầu cuộc tuyệt thực kéo dài 7 ngày tại nhà riêng ở Hà Nội với cùng mục đích yểm trợ cuộc tuyệt thực của TS Cù Huy Hà Vũ.
- Tu sĩ Phật giáo Hòa Hảo Võ Văn Thanh Liêm trụ trì Chùa Quang Minh Tự ở Chợ Mới, An Giang, dự định tuyệt thực 7 ngày, đã bắt đầu từ 11 tây, ngoài việc ủng hộ Hà Vũ, cũng đòi hỏi tự do tôn giáo.[122]
- ông Đỗ Thành Công cho biết sẽ tuyệt thực trước Toà Lãnh sự Việt Nam tại thành phố San Francisco, tiểu bang California vào ngày 14 tháng Sáu này cùng với 3 người khác, gồm Thẩm phán Phan Quang Tuệ, nhà văn Trần Khải Thanh Thủy và nhà văn Tưởng Năng Tiến.
- Cô Phạm Thanh Nghiên, người bất đồng chính kiến đang bị quản thúc tại gia, cho biết sẽ tiếp nối tuyệt thực chia làm ba đợt, mỗi đợt ba ngày, đợt thứ nhất vào ngày 16 tới.

### Thông tin từ cơ quan truyền thông Việt Nam
Phản ứng trước tin của bà Dương Hà vợ ông Vũ trả lời cho đài BBC hôm 3 tháng 6 là ông Cù Huy Hà Vũ đã tuyệt thực sau 6 ngày đến mức "da bủng, môi thâm" và "tình trạng sức khỏe hết sức nguy hiểm" (qua đoạn thư của bà Hà viết ngày 4 tháng 6)  tại Trại giam số 5 của Bộ Công an cũng như đơn tố cáo của Cù Huy Hà Vũ về việc cán bộ trại giam cố ý giết người; ngày 15 tháng 6 năm 2013, Đài truyền hình Việt Nam VTV đã thực hiện một phóng sự ngắn về đời sống của Cù Huy Hà Vũ trong trại giam. Trong phóng sự này, Cù Huy Hà Vũ vẫn khỏe mạnh bình thường trong cuộc kiểm tra sức khỏe định kỳ tại bệnh xã của Trại giam số 5, không những không "da bủng, môi thâm" mà còn có vẻ mập ra, béo trắng. Theo cán bộ trại giam, Cù Huy Hà Vũ không tuyệt thực. Ông vẫn sử dụng thực phẩm do gia đình tiếp tế, chỉ từ chối và tẩy chay khẩu phần ăn do trại giam cung cấp. Phạm nhân Nguyễn Đình Dặm, người bị giam cùng phòng với Cù Huy Hà Vũ cho biết ông Vũ được ưu tiên nhận thực phẩm do gia đình tiếp tế gấp 3 đến 4 lần định mức được phép của các phạm nhân khác và khẩu phần ăn của trại thì hoàn toàn đủ dưỡng chất, cơm canh đầy đủ, cứ một tuần được một bữa cá, hai bữa thịt, thậm chí là phạm nhân ăn không hết. Còn việc tại sao Cù Huy Hà Vũ từ chối khẩu phần ăn do trại giam cung cấp mà vẫn dùng thực phẩm do gia đình tiếp tế thì ông Dặm cho rằng có nguyên nhân khác là do ông Vũ đấu tranh chính trị. Phạm nhân Dặm cũng cho biết cán bộ trại giam đối xử bình đẳng và không có gì khác thường đối với Cù Huy Hà Vũ. Bản thân Cù Huy Hà Vũ cũng khẳng định chưa từng tố cáo ai ngược đãi hay hành hung mình trong trại giam và cũng không biết những thông tin đó từ nguồn nào phát ra (Tin của VTV). Ông Vũ nói:
| “              | Đối với tôi thì ai mà chạm vào người tôi, lơ mơ tôi cho một phát chết ngay chứ đừng nói gì... | ” |
| — Cù Huy Hà Vũ |                                                                                               |   |

Lãnh đạo Trại giam số 5, đại tá Lê Duy Sáu cho biết Cù Huy Hà Vũ có rất nhiều yêu sách nhưng xét thấy phạm nhân này có huyết áp thất thường nên phần lớn các yêu sách đều được đáp ứng, trừ các yêu sách vượt quá sự cho phép của pháp luật như việc đòi gặp vợ 24 giờ, trái với quy định tại Luật thi hành án hình sự và Thông tư 46 của Bộ Công an chỉ cho phép thực hiện yêu cầu đó đối với phạm nhân cải tạo khá và tốt; trong khi mức xếp loại phạm nhân Cù Huy Hà Vũ của trại (do tập thể phạm nhân bình xét và cán bộ trại kết luận) là mức kém. Lãnh đạo Trại giam số 5 cho rằng việc không đáp ứng yêu cầu được gặp vợ 24 giờ là lý do để Cù Huy Hà Vũ từ chối khẩu phần ăn của trại chứ không phải là tuyệt thực.
Ngày 17 tháng 6, báo Tuổi trẻ có bài viết "Gặp ông Cù Huy Hà Vũ trong trại giam" cùng bức ảnh chụp ông Vũ ngày 16 tháng 6 (21 ngày sau khi ông "tuyệt thực"). Báo Tuổi trẻ nhận định ông Vũ vẫn "khỏe mạnh, to béo, lanh lợi". Khi được hỏi về việc tuyệt thực ông Vũ chỉ trả lời chung chung:
| “ | Từ ngày 27-5 đến nay, tôi không ăn suất ăn của trại cung cấp hàng ngày. Tôi không ăn suất ăn để phản đối việc cán bộ trại giam số 5 không giải quyết đơn tố cáo của tôi. Nội dung đơn là tố cáo cán bộ trực trại Lê Văn Chiến nhiều lần mở cửa phòng giam vào buổi sáng một cách đột ngột, để gió lạnh tràn vào, có ý giết chết tôi | ” |

Ông Nguyễn Bắc Son, Bộ trưởng Bộ Thông tin & Truyền thông và nhiều tờ báo cũng như cơ quan truyền thông trong nước khẳng định thông tin phạm nhân Cù Huy Hà Vũ bị ngược đãi, tuyệt thực là bịa đặt và xuyên tạc sự thật.